# Leyland Cruiser
Der Frontlenker-Lkw Leyland Cruiser ist eine unterhalb des Leyland Roadtrain angesiedelte Sattelzugmaschine und ein Kipperfahrzeug der British Leyland Motor Corporation. Das Führerhaus der 1982 erschienenen Baureihe basierte auf dem T45 Project. Aufgrund der damals noch geltenden britischen Straßentransport-GVW-Vorschriften reichte das zulässige Gesamtgewicht im Gegensatz zum Roadtrain nur bis 28 Tonnen und er war nur mit Hinterachsantrieb (Antriebsformel 4×2) erhältlich. Der Cruiser löste den seit den 1960er-Jahren gebauten Leyland Buffalo im Marktsegment ab. Nach der Fusion von Leyland Motors und DAF zu Leyland DAF und gleichzeitiger Lockerung der GVW-Vorschriften wurde die Produktion des Leyland Cruiser 1990 eingestellt. Seinen Platz im Modellprogramm übernahm der Leyland Roadtrain, der nun als Leyland DAF 70/80 in Großbritannien und als DAF 70-80 in Kontinentaleuropa angeboten wurde.

## Modellhistorie
Der Leyland Buffalo hatte das Leyland/AEC-„Ergomatic Cab“-Führerhaus, das in den 1960er-Jahren erstmals auf den Markt kam. Die Konstruktion war daher völlig veraltet. Auch der Buffalo hatte ursprünglich den neuartigen, aber anfänglich unzuverlässigen Direkteinspritzer-Dieselmotor Leyland 500 OHC. Nachdem BLMC diesen Motor aber zum Leyland 0-680 überarbeitet hatte und als L11 und TL11 im Buffalo einsetzte, war die technische Zuverlässigkeit gegeben. Daher wurde der TL11-6-Zylinder-Dieselmotor auch beim Cruiser übernommen, mit einer Leistung von 210 oder 230 PS. Die Kraft übertrug meist ein Fuller-R10-Schaltgetriebe, auf Wunsch waren aber auch Getriebe von Spicer lieferbar.
Das Chassis des Cruiser stammte weitgehend vom Vorgänger Buffalo. Hinten hatte er eine Nabenvorgelege-Hinterachse, die Albion zulieferte. Anders als beim Leyland Roadtrain gab es keine alternativen Motorenangebote von anderen Herstellern, zudem war die Fahrerkabine kleiner als die des Roadtrain. Der Cruiser hatte eine T45-Kabine in normaler Ausführung oder als Doppelkabine mit Schlafmöglichkeit und war nicht mit Hochdach erhältlich, parallel zum Leyland Freighter.
1985 wurde auch der Cruiser wie die übrigen Modelle leicht überarbeitet, wobei das auffälligste Merkmal die Einführung des Leyland-TL11C-Dieselmotors mit 260 PS Leistung war. Nach der Fusion Leyland DAF und den geänderten britischen Transportunternehmen-GVW-Vorschriften wurde die Produktion des Cruiser 1990 eingestellt. Der Nachfolger war der zur selben Zeit in Leyland DAF 70/80 oder DAF 70/80 umbenannte und modernisierte Leyland Roadtrain.